# 1936년 동계 올림픽 밀리터리 패트롤
1936년 동계 올림픽의 밀리터리 패트롤은 1936년 2월 14일에 독일 가르미슈파르텐키르헨에서 경기가 비공식 종목으로 진행되었다.

## 참가 국가
| - 독일 (4명) - 스웨덴 (4명) - 스위스 (4명) - 오스트리아 (4명) - 이탈리아 (4명) |  | - 일본 (4명) - 체코슬로바키아 (4명) - 폴란드 (4명) - 핀란드 (4명) |

## 결과
| 순위 | 팀                                                                                    | 기록      |
| ---- | ------------------------------------------------------------------------------------- | --------- |
| 1    | 이탈리아 · (엔리코 실베스트리, 루이지 페렌니, 스테파노 세르토렐리, 시스토 실리고)     | 2:28:35.0 |
| 2    | 핀란드 · (에이노 쿠바야, 올리 레메스, 칼레 아란톨라, 올리 후투넨)                     | 2:28:49.0 |
| 3    | 스웨덴 · (군나르 볼베리, 세트 올로프손, 요한 비크스텐, 욘 베스트베리)                 | 2:35:24.0 |
| 4    | 오스트리아 · (알베르트 바흐, 에드윈 하르트만, 프란츠 히르만, 오이겐 추르첸탈러)       | 2:36:19.0 |
| 5    | 독일 · (헤르버트 로이폴드, 요한 히블레, 헤르만 로흐뷜러, 미카엘 키르흐만)             | 2:36:24.0 |
| 6    | 프랑스 · (자크 파우르, 마르첼 꼬앙도, 외제너 시부에, 장 모랑)                         | 2:40:55.0 |
| 7    | 스위스 · (아놀드 케흐, 요제프 야우흐, 에두아르드 바제르, 요제프 린도우어)             | 2:43:39.0 |
| 8    | 체코슬로바키아 · (카렐 슈테이너, 요세프 마테아스코, 보후슬라프 무실, 보후밀 코소우르) | 2:50:08.8 |
| 9    | 폴란드 · (붜디솨프 지트코비치, 얀 피디흐, 요제프 주베크, 아담 제프카)                 | 2:52:27.0 |

## 메달리스트
| 종목 | 금       | 은     | 동     |
| ---- | -------- | ------ | ------ |
| 남자 | 이탈리아 | 핀란드 | 스웨덴 |

## 참조
- (영어) 올림픽 공식 리포트 보관됨 2007-08-09 - 웨이백 머신